# تپ دنس

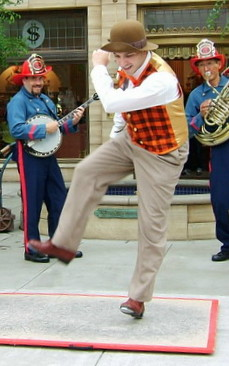
فردی در حال تپ دنس

گونه‌ای از رقص به‌ نام تپ دنس(به انگلیسی: tap dance) وجود دارد که با صدای کوبیدن کفش‌های مخصوصی (tap shoes) بر زمین به شکل ساز کوبه‌ای مشخص می‌شود.
مهمترین نیاکانِ تپ دنس، رقص Irish step و رقص آفریقایی (بویژه "جوبا") هستند؛ که هر دوی آن‌ها از طریق مهاجرت سیاه‌پوست و برده‌داری به آمریکا آورده‌شدند. پیدایش این رقص به میانهٔ قرن نوردهم بر می‌گردد که در زمان افزایش محبوبیت نمایش‌هاي ودویل، رقصنده‌های این نمایش‌خانه (به‌خصوص ایرلندی‌ها) که با سیاه رقص چهرهٔ خود ادای سیاه‌پوستان را درمی‌آوردند، این نوع رقص را (معمولاً همراه با یک پیانو) به روی صحنه بردند.
درحالی‌که بسیاری ویلیام هنری لین (معروف به Master Juba)، کسی که جز اولین سیاه‌پوستانی بود که توانست مقابل سفیدپوستان به روی استیجِ نمایش‌های مینسترل (گروه‌های موسیقی‌ای که به سفر می‌رفتند) برود را پدر تپ دنس می‌دانند، از بیل «بوجانگلز» رابینسون نیز به عنوان کسی که (دههٔ ۱۹۳۰) به توسعه و مورد اقبال واقع‌ شدن این نوع رقص کمک شایانی کرد یادمی‌کنند.
قابل ذکر است که بعد از این‌که توماس رایس در سال ۱۸۸۲ کف‌های فلزی را به کفش خود اضافه کرد، دیگر بازیگران نمایش‌خانه‌های مینسترل و ودویل بلافاصله از او تقلید کردند.
همزمان با گسترش موسیقی جَز در دههٔ ۲۰، یک تقسیم‌بندی جزئی نیز در این رقص صورت گرفت. پیچیدگی ریتمیک موسیقی جَز منجر به ایجاد شاخه‌ای از این نوع رقص به‌نام ریتمیک تپ شد. در مقابل با گونهٔ دیگری از تپ دنس با نام برادوی تپ که بر زیبایی‌شناسی رقص تأکید می‌کند و در آن از حرکات محاسبه شدهٔ بازوها و پاها استفاده می‌شود (به‌عنوان مثال کارهای فرد آستر)، ریتمیک تپ، در واقع بر صدا اهمیت بیشتری می‌دهد.
باوجود اینکه پس از جنگ جهانی دوم از محبوبیت ریتمیک دنس کاسته شد اما این رقص در دههٔ ۱۹۸۰ به‌وسیلهٔ گرگوری هاینز و سویون گلوور جوان احیا شد. از جمله فیلم‌هایی نیز که به شناساندن دوبارهٔ این سبک به عامه کمک کردند می‌توان به مستند (No Maps on My Taps (1979 و انیمیشن خوش قدم محصول ۲۰۰۶ و فیلم کره‌ای (Swing kids) محصول ۲۰۱۸ اشاره‌کرد.